# Courcelles-sur-Viosne
Courcelles-sur-Viosne es una comuna francesa situada en el departamento de Valle del Oise, de la región de Isla de Francia.

## Historia
En 1834 absorbe, con Ableiges, la comuna de La Villeneuve-Saint-Martin.

## Demografía
| Gráfica de evolución demográfica de Courcelles-sur-Viosne entre 1800 y 2022 |
|                                                                             |

Los datos demográficos contemplados en este gráfico se han cogido de la página francesa EHESS/Cassini.